# Società dei missionari indiani
La Società dei Missionari Indiani (in latino Societas Missionariorum Indiae Orientalis, in inglese The Indian Missionary Society) è un istituto religioso maschile di diritto pontificio: i membri di questa congregazione clericale pospongono al loro nome la sigla I.M.S.

## Storia
La congregazione venne fondata a Benares il 3 novembre 1941 da Gaspar Pinto (1905-1976) per formare una compagnia di missionari indigeni per evangelizzare la popolazione indiana.
Ottenuto il nihil obstat della congregazione di Propaganda Fide (22 novembre 1944), il francescano Angelo Poli, vescovo di Allahabad, eresse la fraternità in società di vita comune senza voti; il 25 gennaio 1953 Joseph Emil Malenfant, prefetto apostolico di Benares-Gorakhpur, trasformò la società in congregazione religiosa.
La Società dei Missionari Indiani venne approvata dalla Santa Sede il 19 aprile 1999.

## Attività e diffusione
Finalità dell'istituto è l'evangelizzazione delle popolazioni dell'India, mediante i metodi più adatti alla cultura locale: giuridicamente, dipende dalla Congregazione per l'Evangelizzazione dei Popoli.
I religiosi della Società operano essenzialmente in India e contano alcune comunità all'estero; la sede generalizia è a Varanasi.
Al 31 dicembre 2008 la congregazione contava 68 case e 292 religiosi, 160 dei quali sacerdoti.